# Henschel (Unternehmen)

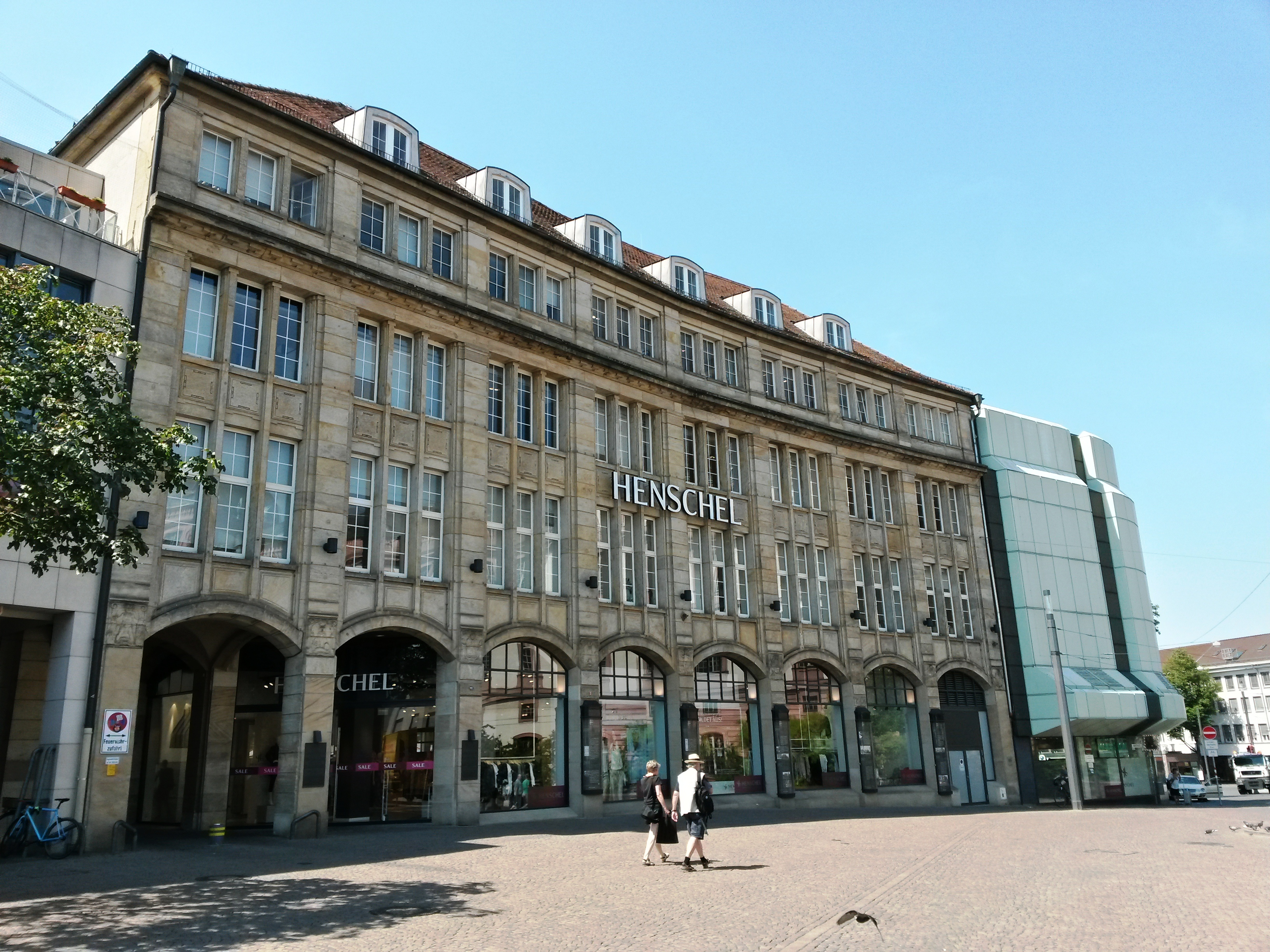
Hauptsitz von Henschel in Darmstadt (2015)

Die Henschel GmbH mit Sitz in Darmstadt ist eine deutsche Warenhauskette.

## Geschichte und Beschreibung
Im Jahr 1897 erwarb Siegmund Rothschild (1870–1940) das ehemalige „Mecklenburgische Palais“ am Marktplatz von Darmstadt. In den Jahren 1907 bis 1929 kaufte Rothschild mehrere benachbarte Gebäude auf. Diese Zukäufe wurden teilweise abgerissen und durch einen Neubau ersetzt. In den 1930er-Jahren hatte der Kaufhauskomplex zwischen Marktplatz und Ernst-Ludwigs-Platz seinen heutigen Umfang erreicht.
1936 verkaufte Rothschild seinen Besitz an die 1935 von Erich Henschel (1901–1970) und Hans Ropertz (1901–1956) gegründete Henschel GmbH. 1944 wurde das Kaufhaus bei einem Luftangriff teilweise zerstört. Im Jahr 1945 wurde die Witwe von Rothschild Mitgesellschafterin der Henschel GmbH.
In den Jahren 1945 bis 1956 erfolgte der Wiederaufbau. In den letzten Jahrzehnten wurde das Kaufhaus mehrfach umgebaut.

## Unternehmenssitz und Filialen
Der Henschel-Hauptsitz befindet sich am Marktplatz von Darmstadt.
Weitere Warenhäuser gibt es in Heidelberg, Lübeck und Michelstadt.
In Darmstadt gibt es zudem eine Filiale in der Rheinstraße.
Im Jahr 2018 hat das Unternehmen ca. 400 Beschäftigte, davon ca. 220 in Darmstadt.
Die wichtigsten Mitbewerber der Henschel-Warenhäuser sind heute C&A, H & M und Kaufhof.